# قطایف

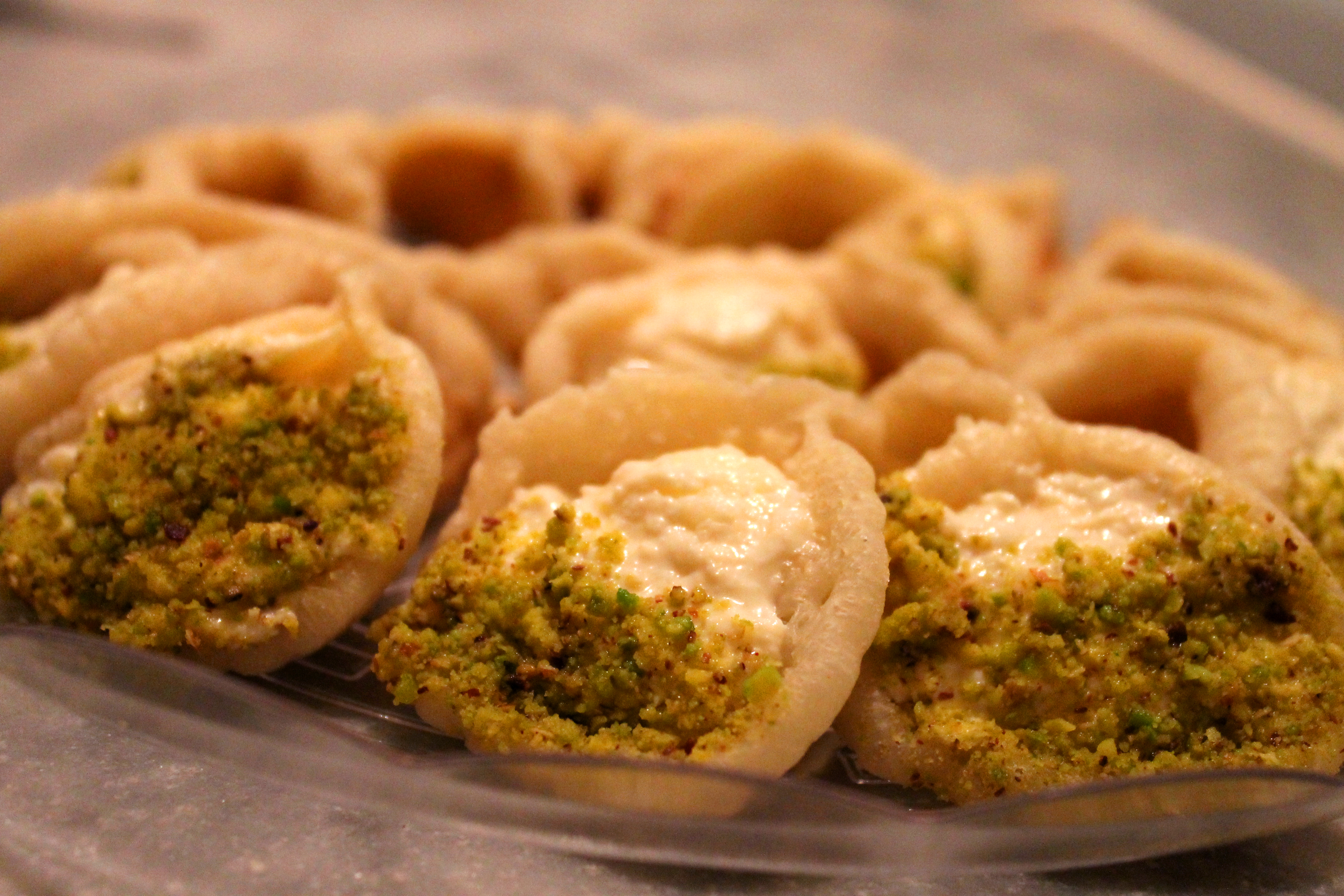
شیرینی قطایف

قطایف یک گونه شیرینی و دسر عربی است که بیشتر در در ماه رمضان در اردن، مصر و عراق سرو می شود.البته در ماه رمضان در شیرینی فروشی های ترکیه هم یافت می شود.
قطایف لایه ای خمیر نازک است که درون آن با خشکبار و پنیر پر شده که در روغن فراوان شناور شده و سرخ می‌شود و بر روی آن شربت شکر و گلاب و پودر پسته یا خلال بادام می ریزند.

## تاریخچه
تاریخچه قطایف به مصر برمی گردد، که از آن جا به دیگر کشورهای عربی و ترکیه راه یافت.

## شیوه پخت
شیوه پخت آن مانند به گوش فیل ایرانی است. با این تفاوت که قتایف را پنیر بدون نمک، فندق، پسته، افشره ی نارگیل، دارچین، گردو، پودر شکر و کشمش پر می کنند..
سپس آن را به مدت کوتاهی در روغن فراوان شناور کرده و سرخ می کنند و روی آن شربت شکر و گاهی هم عسل می ریزند.
قطایف دارای مقدار بسیار بسیار بالایی قند و چربی است و خوردن آن به کسانی که دچار اضافه وزن یا دیابت هستند، پیشنهاد نمی‌شود.